# Ib (Vorname)
Ib ist als eine dänische Kurzform von Jakob, einem dänischen männlichen Vornamen.

## Namensträger
- Ib Eisner (1925–2003), dänischer Künstler
- Ib Frederiksen (* 1964), dänischer Badmintonspieler
- Ib Glindemann (1934–2019), dänischer Jazzmusiker (Trompete), Komponist und Orchesterleiter
- Ib Hansen (1928–2013), dänischer Opernsänger und Schauspieler
- Ib Madsen (* 1942), dänischer Mathematiker
- Ib Michael (* 1945), dänischer Schriftsteller
- Ib Nørholm (1931–2019), dänischer Komponist
- Ib Ohlsson (* 1935), dänischer Illustrator
- Ib Mohr Olsen (* 1965), färöischer Fußballspieler